# Argo (игра)
Argo (ранее известная как Project Argo) — компьютерная игра в жанре тактического шутера, являющаяся Free-to-play версией Arma 3, разработанная компанией Bohemia Interactive Studio для платформы Microsoft Windows. Анонс состоялся 1 ноября 2016 года, тогда же прототип игры был опубликован в раннем доступе и выпущен по программе Bohemia Incubator. Релиз игры состоялся 22 июня 2017 года, когда также вышло бесплатное дополнение Malden для ArmA 3.

## Описание
Так как Argo представляет собой упрощённую и Free-to-play версию ArmA 3, многие аспекты у игр схожи. Действие игры происходит на некоторых локациях острова Малден, где игроки выступают в роли наёмников одной из двух команд, которые сражаются за остатки разбитой космической станции. Игрокам на выбор дано несколько игровых режимов — как PVP, так и PVE. Помимо этого, в Argo также был оставлен, но значительно урезан 3-D редактор сценариев.